# Popoli Calcio
L'Associazione Sportiva Dilettantistica Popoli Calcio, nota semplicemente come Popoli Calcio, è una società calcistica italiana con sede nella città di Popoli Terme (PE).
Nella sua storia vanta la partecipazione a tre campionati di Serie C negli anni Trenta, periodo in cui poteva annoverarsi tra le principali società calcistiche abruzzesi. Milita nel campionato di Prima Categoria abruzzese.

## Storia
La prima società sportiva di Popoli Terme ― allora denominata semplicemente Popoli e ricadente nella provincia di Aquila degli Abruzzi ― viene fatta risalire al 1912 ma si dedicò alla pratica calcistica nel decennio seguente, praticando tuttavia solamente attività di carattere amatoriale. 
Nel 1936, su impulso del polo chimico-industriale locale, venne rifondata con il nome di Associazione Sportiva Fascista Popoli venendo inclusa nel girone abruzzese del campionato di Prima Divisione, che vinse al primo colpo conquistando la promozione in Serie C. 

La formazione della Simaz Popoli nella stagione 1938-1939.

Nella terza serie nazionale i biancazzurri disputeranno tre stagioni, dal 1937-1938 al 1939-1940, curiosamente con denominazione sempre diversa ― la società prese dapprima il nome di SIME Popoli, poi di Simaz (abbreviazione di Sime Azogeno) Popoli quindi Dinasimaz Popoli — arrivando a raggiungere l'apice della propria storia calcistica con la 3ª posizione nel 1938-1939: in quella stagione, gli abruzzesi raggiunsero anche gli ottavi di finale della Coppa Italia 1938-1939 dopo aver sconfitto in sequenza Baracca Lugo, Manfredonia, Borzacchini Terni, Stabia e Liguria, venendo poi eliminati dal Novara.
Nel 1940, con lo scoppio della seconda guerra mondiale e la necessaria riduzione dei costi, la società rinunciò alla Serie C venendo declassata in Prima Divisione e non riuscendo più a tornare nelle serie nazionali. Nel dopoguerra il Popoli disputò comunque diciassette stagioni consecutive nel massimo livello regionale, dal 1955-1956 al 1971-1972, che risulterà essere anche l'ultima stagione disputata nel massimo livello regionale. Negli anni seguenti disputerà i campionati minori regionali.
Nel 2012 ha festeggiato il centenario dalla fondazione della prima società sportiva.

## Colori e simboli

### Colori
I colori sociali del Popoli Calcio sono il bianco e l'azzurro. Storicamente la prima maglia degli abruzzesi è di colore azzurro con bordature bianche.

### Simboli ufficiali

#### Stemma
Lo stemma del Popoli negli anni Trenta era composto da uno scudo sannitico sormontato da un'aquila romana e caratterizzato, al centro, dalla raffigurazione del castello ducale Cantelmo e in basso dalla scritta «Popoli 1936».

## Strutture

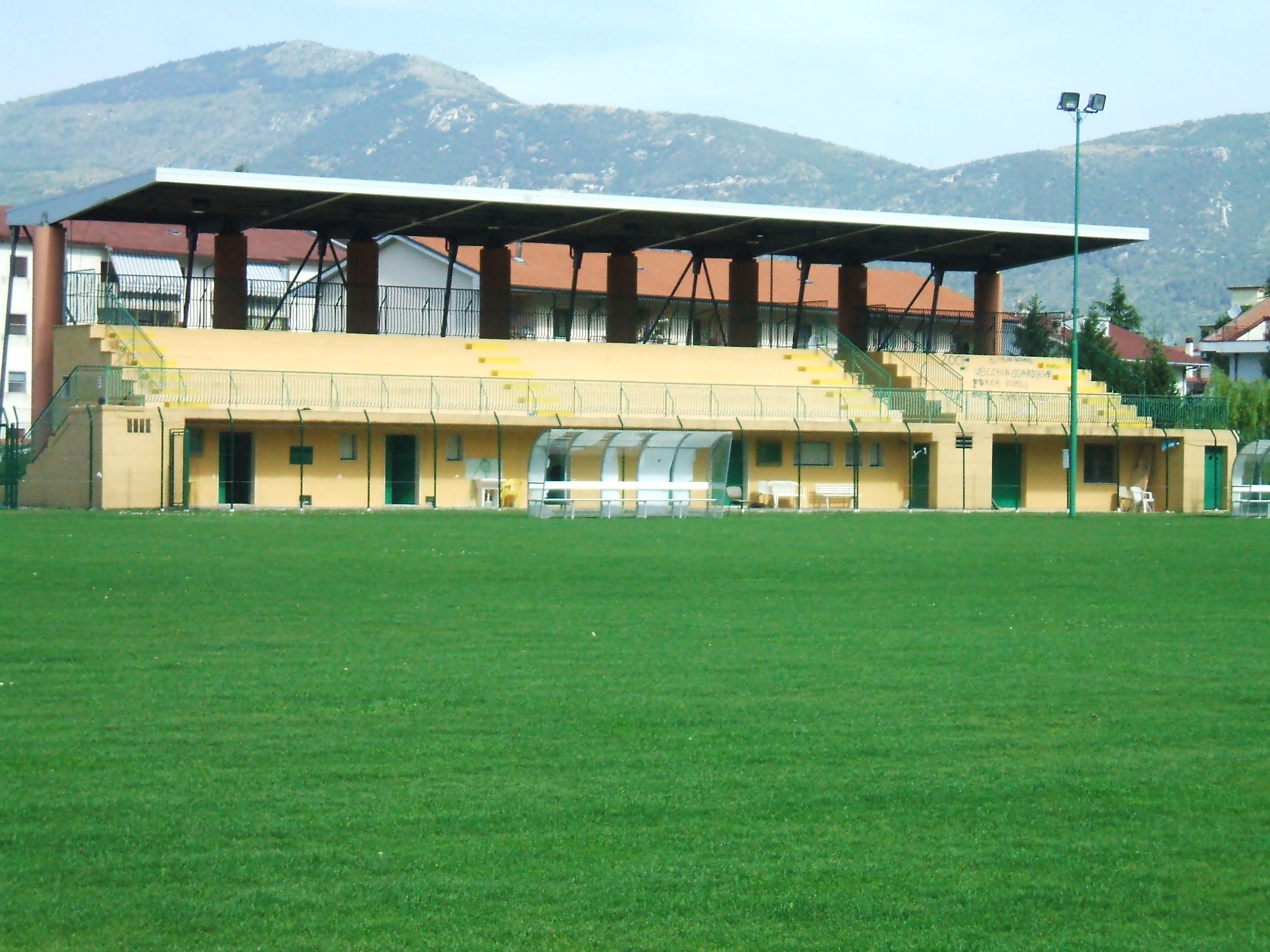
Lo stadio Roberto Cerasa.

### Stadio
Il Popoli gioca le partite casalinghe nello stadio Roberto Cerasa, situato all'interno di un complesso sportivo che comprende anche un campo secondario (antistadio) in erba naturale, un campo di calcio a 5 in erba sintetica e due campi da tennis in erba sintetica di cui uno coperto e riscaldato. L'impianto è caratterizzato da un campo in erba naturale e una tribuna coperta in grado di accogliere 500 spettatori.
Inizialmente denominato “stadio del Littorio”, poi “stadio comunale”, dal 2015 è intitolato a Roberto Cerasa.

## Palmarès

### Competizioni regionali
- Prima Divisione: 2

1936-1937, 1950-1951 (girone A)

## Statistiche e record

### Partecipazioni ai campionati
| Livello | Categoria | Partecipazioni | Debutto   | Ultima stagione | Totale |
| ------- | --------- | -------------- | --------- | --------------- | ------ |
| 3º      | Serie C   | 3              | 1937-1938 | 1939-1940       | 3      |

#### Partecipazione alle coppe
| Competizione | Partecipazioni | Debutto   | Ultima stagione | Totale |
| ------------ | -------------- | --------- | --------------- | ------ |
| Coppa Italia | 3              | 1937-1938 | 1939-1940       | 3      |